# クロムモリブデン
クロムモリブデンは、主宰・青木秀樹が率いる日本の劇団。1989年設立。アルファベット表記は cromemolybdan である。通称はクロム、crome等。
結成時は関西を本拠としていたが2006年に東京にオフィスを移転。現在は首都圏・関西圏で活動中。
一部の例外を除き再演を行わず、すべて青木秀樹の書き下ろしによる新作である。
個性的なスタッフワークと、青木秀樹のブラックユーモア溢れる脚本による、時代への揶揄を感じさせながらも娯楽色の強いパワフルな舞台を上演していたが、2018年6月をもって無期限活動休止となった。

## 経歴
- 1989年、大阪芸術大学映像学科出身の青木秀樹が、OBや在学生とともに旗揚げ。以降、関西を拠点として活動。当初は、映像作品制作の下地となるべく企画した劇団だった。
- 1999年「カラビニラダ—雪22市街戦ナウ」より、東京・関西の2都市公演を行っている（例外あり）。
- 2006年4月、事務所を東京へ移転し、活動拠点を東京とするも、引き続き関西での公演も継続している。
- 2009年、旗揚げ20周年を迎えた。

## メンバー

### 役者
森下亮『Lynch・Lynch・Lynch』より参加。
奥田ワレタ『ソドムの中（2003年版）』『なかよしshow』『ユカイ号』『ボウリング犬エクレアアイスコーヒー』に客演として出演。『猿の惑星は地球』より参加。
久保貫太郎2006年のメンバー公募に応募し、『猿の惑星は地球』より参加。
木村美月2006年のメンバー公募に応募し、『猿の惑星は地球』より参加。
渡邉とかげ2006年のメンバー公募に応募し、『猿の惑星は地球』より参加。
小林義典『血が出て幸せ 』より演出部として参加。『不躾なQ友 』より役者として参加。
武子太郎2009年のメンバー公募に応募し、『不躾なQ友 』より参加。
花戸祐介2009年のメンバー公募に応募し、『不躾なQ友 』より参加。
葛木英『スチュワーデスデス』に客演。2012年より入団。
吉田電話『こわくないこわくない』に客演。2014年より入団。
池村匡紀『七人のふたり』に客演。2015年より入団。
岡野優介『七人のふたり』に客演。2015年より入団。
戸村健太郎『七人のふたり』に客演。2015年より入団。
土井玲奈『七人のふたり』に客演。2015年より入団。

### スタッフ
青木秀樹主宰・作・演出
床田光世照明
笠木健司音響
安井和恵制作
野崎恵制作
重晶子制作
小林義典演出部／役者

## 上演作品
| _        | タイトル                           | 上演時期               | 会場                                                                      | 備考 |
| -------- | ---------------------------------- | ---------------------- | ------------------------------------------------------------------------- | --- |
| vol.1    | ナックル                           | 1989年12月             | eggplant（大阪・北加賀屋）                                                | |
| vol.2    | キエテナクナレ                     | 1990年6月              | スペース・ゼロ（大阪・堂島）                                              | |
| vol.3    | 奇城の孤独                         | 1990年12月             | 大阪市立中央センター                                                      | |
| vol.4    | 脳天気                             | 1991年5月              | 大阪造形センター・カラビンカ（大阪・梅田）                                | |
| vol.5    | BEE・ANTS                          | 1991年12月             | オレンジルーム（大阪・梅田）                                              | |
| vol.6    | アンダルシアの犬に憧れて           | 1992年5月              | スペース・ゼロ（大阪・堂島）                                              | |
| vol.7    | DOPE LAND                          | 1993年3月              | ウイングフィールド                                                        | |
| vol.8    | ReReReNEWAL                        | 1993年10月             | 扇町ミュージアムスクエア（大阪・扇町）                                    | |
| vol.9    | インピーの咆哮                     | 1994年5月              | スペース・ゼロ（大阪・堂島）                                              | OMS戯曲賞最終候補                                                                                                 |
| vol.10   | ニンゲンノヒミツ                   | 1995年5月              | スペース・ゼロ（大阪・堂島）                                              | |
| vol.11   | ヒョーイくん                       | 1995年11月             | 扇町ミュージアムスクエア（大阪・扇町）                                    | OMS戯曲賞最終候補                                                                                                 |
| vol.12   | ブレーメンのノイジシャン           | 1996年4月              | AI・HALL（兵庫・伊丹）                                                    | |
| vol.13   | サーフィンLSD                      | 1996年9月              | 神戸アートビレッジセンター（兵庫・神戸）                                  | |
| vol.14   | Lynch・Lynch・Lynch                | 1997年5月              | スペース・ゼロ（大阪・堂島）                                              | |
| vol.15   | LAB CHAN 〜ラボちゃん〜            | 1997年11月             | 扇町ミュージアムスクエア（大阪・扇町）                                    | |
| vol.16   | ソドムの中                         | 1998年5月              | AI・HALL（兵庫・伊丹）                                                    | |
| vol.17   | ZONE                               | 1998年10月             | スペース・ゼロ（大阪・堂島）                                              | |
| vol.18   | SOLARIS                            | 1998年11月             | 神戸アートビレッジセンター（兵庫・神戸）                                  | |
| vol.19   | ベジタブル・キングダム             | 1999年6月              | 扇町ミュージアムスクエア（大阪・扇町）                                    | 作・演出は酒井宏人。本公演唯一、青木秀樹以外の人物が作・演出を手がけた。OMS戯曲賞佳作受賞                         |
| vol.20   | カラビニラダー雪22市街戦ナウ       | 1999年11月 - 2000年1月 | 神楽坂 die pratze（東京・新宿） AI・HALL（兵庫・伊丹）                    | 二都市公演開始 |
| vol.21   | キレレレのイエロー                 | 2000年9月              | AI・HALL（兵庫・伊丹） 神楽坂 die pratze（東京・新宿)                     | |
| vol.22   | エスエフ                           | 2001年4月              | AI・HALL（兵庫・伊丹）                                                    | |
| 番外公演 | おやっさん                         | 2001年                 | プラネットホール（大阪・森ノ宮）                                          | 森下亮企画。クロムモリブデンではなく「クロムモリシタン」名義。                                                    |
| vol.23   | 去勢クラブ                         | 2001年12月 - 2002年2月 | 扇町ミュージアムスクエア 麻布 die pratze（東京・麻布）                    | |
| 番外公演 | 惑星ボヨヨンの憂鬱                 | 2002年6月              | よしもとrise-1シアター（大阪・梅田）                                      | |
| vol.24   | 〜maruo〜 マルオ                   | 2002年8月 - 2002年9月  | 一心寺シアター倶楽（大阪・天王寺） ザムザ阿佐ヶ谷（東京・阿佐ヶ谷）       | |
| 番外公演 | ぐるぐるスト→キン                  | 2002年12月             | 第七藝術劇場（大阪・十三）                                                | 『クロムモリブデン×208+』の名義で上演。映像ユニット。映画館で上演された異色作                                     |
| vol.25   | 直接KISS                           | 2003年4月              | よしもとrise-1シアター 下北沢駅前劇場（東京・下北沢）                     | |
| 番外公演 | ソドムの中                         | 2003年8月 - 9月        | AI・HALL（兵庫・伊丹）                                                    | 黄金企画×クロムモリブデンとしての公演。黄金企画の主宰であり、当時の所属俳優であった夏が脚色・演出を手がけている。 |
| vol.26   | なかよしshow                       | 2004年1月 - 2月        | AI・HALL（兵庫・伊丹） 東京芸術劇場（東京・池袋）                         | 東京国際芸術祭2004参加作品                                                                                        |
| vol.27   | ユカイ号                           | 2004年6月 - 7月        | 大阪市立芸術創造館（大阪・千林） 王子小劇場（東京・王子）                 | |
| 番外公演 | ドレスを着た家畜が                 | 2004年9月              | HEP HALL（大阪・梅田）                                                    | ユニット名『東京』名義で、クロムモリブデン・デス電所・WI'REの３劇団がコラボレーション。                           |
| vol.28   | ボウリング犬エクレアアイスコーヒー | 2004年12月 - 2005年1月 | 王子小劇場（東京・王子） in→dependent theatre 2nd（大阪・日本橋）         | 佐藤佐吉演劇祭参加作品、同祭の最優秀音響賞、優秀作品賞、優秀演出賞を受賞                                          |
| vol.29   | ボーグを脱げ!                      | 2005年8月 - 9月        | 劇場MOMO（東京・中野） HEP HALL（大阪・梅田）                             | |
| vol.30   | 猿の惑星は地球                     | 2006年9月 - 10月       | ザ・ポケット（東京・中野） HEP HALL（大阪・梅田）                         | 東京移転後の初作品                                                                                                |
| vol.31   | マトリョーシカ地獄                 | 2007年4月 - 5月        | サンモールスタジオ（東京・新宿） in→dependent theatre 2nd（大阪・日本橋） | |
| vol.32   | スチュワーデスデス                 | 2007年12月 - 2008年1月 | in→dependent theatre 2nd（大阪・日本橋） 下北沢駅前劇場（東京・下北沢）   | |
| vol.33   | 血が出て幸せ                       | 2008年7月 - 8月        | HEP HALL（大阪・梅田） THEATER/TOPS（東京・新宿）                         | |
| vol.34   | テキサス芝刈機                     | 2008年11月             | 青山円形劇場（東京・青山） AI・HALL（兵庫・伊丹）                         | 演劇村フェスティバル参加作品                                                                                      |
| vol.35   | 空耳タワー                         | 2009年6月              | HEP HALL（大阪・梅田） 赤坂RED/THEATER（東京・赤坂）                      | |
| vol.36   | 不躾なQ友                          | 2009年12月 - 2010年1月 | 赤坂RED/THEATER（東京・赤坂）                                             | |
| vol.37   | 恋する剥製                         | 2010年6月 - 7月        | 赤坂RED/THEATER（東京・赤坂） HEP HALL（大阪・梅田）                      | |
| vol.38   | 裸の女を持つ男                     | 2011年4月              | シアタートラム(東京・三軒茶屋)                                            | |
| vol.39   | 節電 ボーダー トルネード           | 2011年12月             | 赤坂RED/THEATER（東京・赤坂） HEP HALL（大阪・梅田）                      | |
| vol.40   | 進化とみなしていいでしょう         | 2012年7月 - 8月        | 赤坂RED/THEATER（東京・赤坂）                                             | |
| vol.41   | 連続おともだち事件                 | 2013年3月              | 赤坂RED/THEATER（東京・赤坂） HEP HALL（大阪・梅田）                      | |
| vol.42   | 曲がるカーブ                       | 2013年12月 - 2014年1月 | HEP HALL（大阪・梅田） 赤坂RED/THEATER（東京・赤坂）                      | |
| vol.43   | こわくないこわくない               | 2014年8月 - 9月        | 赤坂RED/THEATER（東京・赤坂) HEP HALL（大阪・梅田）                       | |
| vol.44   | 七人のふたり                       | 2015年5月 - 6月        | 赤坂RED/THEATER（東京・赤坂） HEP HALL（大阪・梅田）                      | |
| vol.45   | 翼とクチバシもください             | 2016年5月 - 6月        | 赤坂RED/THEATER（東京・赤坂） HEP HALL（大阪・梅田）                      | |
| vol.46   | 空と雲とバラバラの奥さま           | 2017年4月 - 5月        | 吉祥寺シアター（東京・赤坂） HEP HALL（大阪・梅田）                       | |
| vol.47   | たまには海が泳げ！                 | 2018年3月 - 4月        | 花まる学習会王子小劇場（東京・王子）                                      | |

## 客演・外部スタッフ・過去に所属していたメンバー
板倉チヒロ『去勢クラブ』より参加。2017年9月退団。
ゆにば『進化とみなしていいでしょう』に客演。2012年より入団。2017年8月退団。
金沢涼恵『キレレレレのイエロー』より『七人のふたり』まで参加。2015年9月、退団。
幸田尚子『エスエフ』に出演。その後『猿の惑星は地球』に高嶋ひとみ名義で客演。2008年8月より入団。2014年12月、退団。
大沢秋生クロムモリブデン在阪時代に、演出助手を担当。『ボウリング犬エクレアアイスコーヒー』ではピエール大沢の名で客演した。自身も「ニュートラル」という演劇ユニットを主宰している。
ステファニー近年の舞台美術を担当している。
小林タクシー役者として『恋する剥製』に客演。また近年のＷＥＢデザイン、小冊子のデザインを担当している。自らは演劇ユニット『ＺＯＫＫＹ』を主宰。
熊崎さくら元メンバー。近年は小道具や舞台美術、制作などを担当している。
安藤青太写真家。主に東京公演の舞台撮影を担当している。
やすすきい音楽家。音響機材面での協力や客入れ時の生演奏を行っている。
倉田大輔役者。『ボーグを脱げ！』『猿の惑星は地球』に客演。制作スタッフである遠山浩司の主宰するユニット「国民デパリ」のメンバーでもある。
冨永茜役者。『なかよしshow!』『ユカイ号』に客演。
藤永純一郎過去のフライヤーデザイン、小冊子の制作を担当。脱退時期は不明。
シカタコウキ過去にフライヤーデザイン、スチル、Webサイト制作を担当。脱退時期は不明。
金澤裕ボーグを脱げ！より制作として参加。脱退時期は不明。
重実百合『直接KISS』より参加。2008年4月より、休団。2009年4月、正式に退団を発表。
板橋薔薇之介『ボーグを脱げ！』に客演として出演。『猿の惑星は地球』より参加。2009年4月、退団。